# Ryt iryjski
Ryt iryjski (inaczej liturgia iryjska) – obok liturgii północnoafrykańskiej, rzymskiej, ambrozjańskiej, galijskiej (właściwej) i hiszpańskiej jedna z rodzin liturgicznych tradycji zachodniej, klasyfikowana przy tym (łącznie ze wszystkimi wymienionymi prócz rzymskiej i północnoafrykańskiej) jako liturgia galijska. Używa się także innych określeń, jak liturgia celtycka, liturgia celtycko-anglosaska, liturgia iroszkocka. Terminami tymi określa się tradycje liturgiczne ukształtowane w Irlandii po nawróceniu tego kraju przez św. Patryka, które następnie rozpowszechniły się wśród ludów celtyckich Wysp Brytyjskich, wśród Anglosasów, na Półwyspie Bretońskim oraz w pewnej mierze w klasztorach iroszkockich licznych na kontynencie europejskim.
Liturgia celtycka różniła się od liturgii rzymskiej, która później ją zdominowała, szeroką obecnością elementów pochodzenia ludowego oraz pewnymi osobliwymi zwyczajami, do których należała zwłaszcza praktyka pokuty powtarzalnej. Mimo że już we wczesnym średniowieczu uległa romanizacji, pewne jej elementy zachowały się jeszcze w kolejnych wiekach.

## Geneza
Źródła do rekonstrukcji liturgii celtyckiej są nieliczne i mało wiarygodne. Najważniejszym z nich jest Mszał ze Stowe, który pozostaje pod znacznym wpływem liturgii hiszpańskiej. Istotny jest także Antyfonarz z Bangor z wpływami liturgii ambrozjańskiej (zachowany tekst pochodzi z VII wieku). Ponadto istnieje kilka kodeksów, fragmentów oraz tekstów hymnicznych, w których przechowały się pewne informacje o celtyckiej tradycji liturgicznej.
Niewielka ilość źródeł, ich późne pochodzenie, zdecentralizowany charakter życia kościelnego na ziemiach objętych liturgią celtycką, brak pewnych i całościowych informacji co do rzeczywistego kształtu administracji kościelnej czy też rangi poszczególnych ośrodków uniemożliwiają pełną rekonstrukcję celtyckiej tradycji liturgicznej. Nie jest jasne także jej pochodzenie. Według Johna Henniga liturgia celtycka rzeczywiście odzwierciedlała porządek Mszy przedstawiony w Mszale ze Stowe, sam ten porządek ma jednak pochodzenie rzymskie, sama zaś liturgia rzymska została zaszczepiona w Irlandii przede wszystkim przez biskupa Palladiusa.
Wobec braku źródeł i ich małej wiarygodności, izolacji geograficznej od autorytetów śródziemnomorskich, rozproszonego charakteru administracji kościelnej – trudno mówić o osobnym typie liturgii celtyckiej, był to raczej zespół lokalnych zwyczajów liturgicznych, z których tylko niektóre są znane i wśród których wyróżnić można kilka ogarniających całe Wyspy Brytyjskie.

## Główne cechy
Szczególnie silnie odróżniały liturgię celtycką od rzymskiej osobliwości kalendarza liturgicznego, w tym zwłaszcza odmienny sposób obliczania daty Wielkanocy. Ważną cechą liturgii celtyckiej jest występowanie w niej oryginalnej hymniki, pisanej w języku łacińskim. Zasadnicza tematyka i cechy formalne (w tym metrum) zaczerpnięte są od autorów kontynentalnych (np. Prudencjusza czy św. Ambrożego), wykazuje ona jednak wiele cech temperamentu i mentalności lokalnej. Hymny te pokazują zwłaszcza pewien szczególny typ umiłowania natury i specyficzną relację między jej umiłowaniem a miłością do Boga. Od kontynentalnego odmienny jest także typ kultu świętych, przy czym kościół irlandzki był szczególnie dumny ze swoich świętych i swojej hagiografii. Znalazło to wyraz w martyrologium Mszału ze Stowe, recytowanym w Kanonie i wymieniającym wielu świętych irlandzkich.
Przy znacznym eklektyzmie i niezależności poszczególnych ośrodków wykształciły się pewne specyficzne obyczaje, takie jak udzielanie komunii pod dwiema postaciami po chrzcie czy zwyczaj umywania nóg po chrzcie. Zwyczaje te nie świadczą jednak jeszcze o istnieniu innego niż rzymski rytu chrzcielnego. Tłumaczą się natomiast partykularnymi potrzebami wiernych i specyfiką procesu inkulturacji.
Szczególne znaczenie miała bardzo rozbudowana obyczajowość pokutna. Mszał ze Stowe wymienia specjalne apologiae, loricae i hymny pokutne. Same praktyki pokutne były przy tym niezwykle surowe – mnisi wybierali do nich miejsca odludne i bliskie natury, oddalone od ojczyzny i rodziny, wystawione na działanie wiatru, deszczu i wszelkich niedogodności. Także świeccy praktykowali niezmiernie surową ascezę. Nieznane było natomiast oczywiste dla innych regionów chrześcijańskich pojęcie pokuty jednorazowej, niepowtarzalnej czy ostatecznej, pokuta miała charakter stały.
Charakterystyczna dla liturgii celtyckiej była także częsta modlitwa za pomocą psalmów, specjalny i rygorystyczny cursus horarum podawała reguła św. Kolumbana. Czasem recytowano 99 psalmów jednego wieczora – św. Patryk miał to czynić po szyję zanurzony w zimnej wodzie.

## Zmierzch
Zróżnicowanie liturgiczne między liturgią rzymską a obszarami objętymi wpływem Kościoła iroszkockiego malało bardzo stopniowo. Kluczowe znaczenie miało tu wprowadzenie w VII wieku w regionach objętych liturgią celtycką rzymskiej daty obchodzenia Wielkanocy. Wpływy celtyckie zanikły w Bretanii w czasach panowania Ludwika Pobożnego (IX w.), w Irlandii liturgia celtycka zanikła całkowicie za czasów biskupa Armagh Malachiasza (XI wiek), w Szkocji za panowania królowej Małgorzaty (XI w.). Wcześnie wpływy celtyckie zanikały wśród Anglosasów – w państwach anglosaskich istniał konflikt między misjonarzami pochodzenia anglosaskiego a misjonarzami pochodzenia iroszkockiego, w którym data świętowania Wielkanocy miała kluczowe znaczenie. Kulminacyjnym momentem sporu był synod w Whitby w 664, kiedy przyjęto datę rzymską. W VIII wieku rzymską datę obchodzenia Wielkanocy przyjęła Iona i ostatnie ośrodki oporu na Wyspach Brytyjskich.
W dziedzinie administracji kościelnej zmierzch osobnych obyczajów celtyckich nastąpił natomiast później i wiązał się przede wszystkim z reformą gregoriańską (XI/XII w.) Szczególnie ważnym aspektem jest generalne włączanie klasztorów mnichów irlandzkich do zakonu benedyktyńskiego. W Anglii dla wprowadzenia reformy gregoriańskiej szczególnie duże znaczenie miał podbój normański, w Szkocji działalność królowej Małgorzaty. W Irlandii wprowadzono ją na własnych synodach, spośród których najważniejszymi były synod w Cashel (1101), synod w Rath Breasil (1111) i synod w Kells (1152).